# Idalion
Idalion ou Idalie (grec ancien : Ιδάλιον, phénicien : אדיל) est une ancienne cité grecque de Chypre. La ville fut fondée sur le commerce du cuivre dans le IIIe millénaire avant notre ère. On y a retrouvé la tablette d'Idalion.
C'est dans les forêts idaliennes qu'Adonis fut tué par le sanglier selon le mythe.

## Histoire

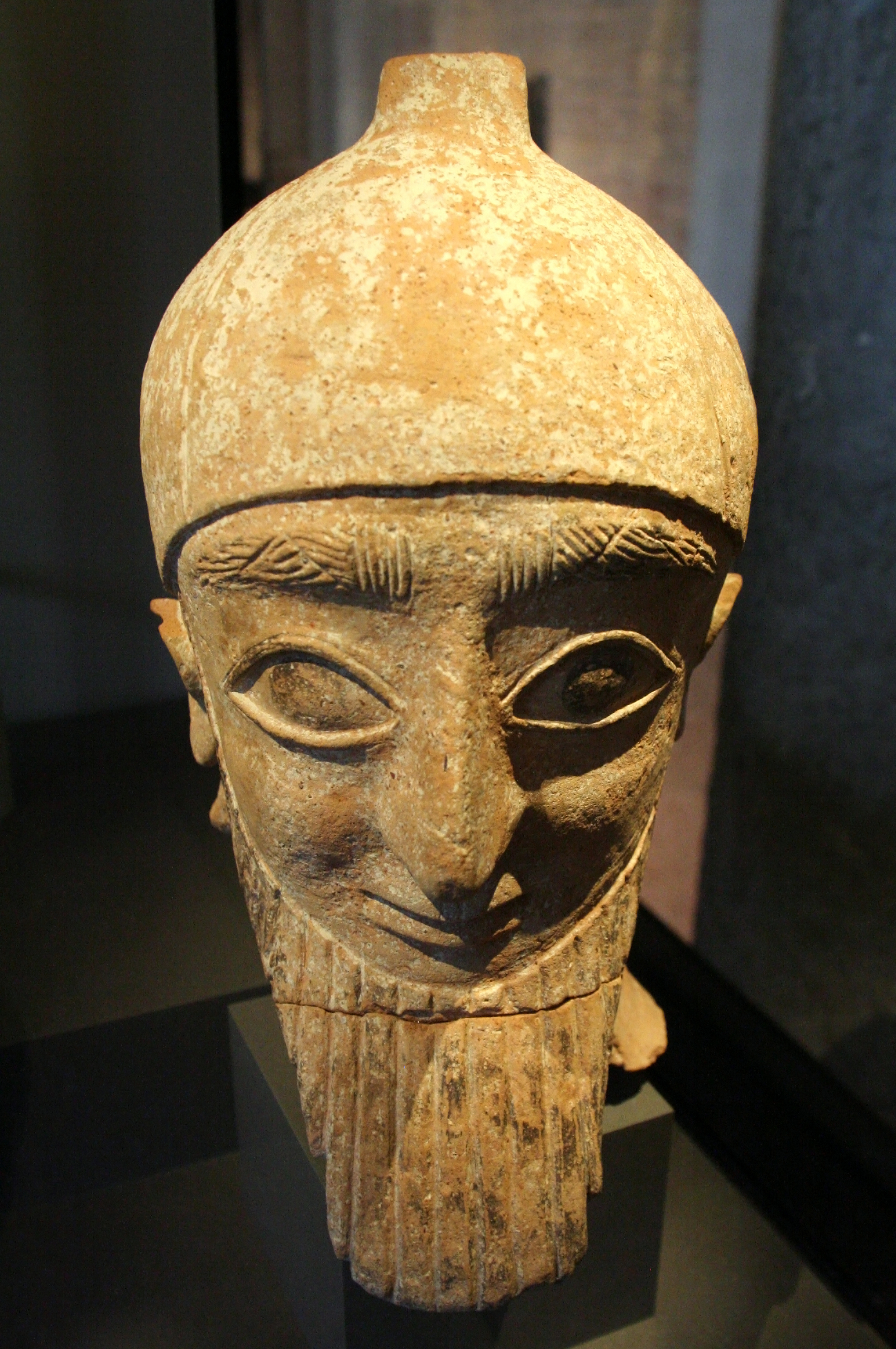
Statue de terre cuite provenant d'Idalion,. Neues Museum, Berlin

## Source
- Wikipédia anglais